# Дробянки
Дробянки (лат. Monera) — упразднённое ныне царство живых организмов, которое включало в себя одноклеточные безъядерные организмы (прокариоты), такие как бактерии.
Таксон Monera, впервые предложенный в ранге типа Эрнстом Геккелем в 1866 году, в дальнейшем был повышен до ранга царства в 1925 году Эдуардом Шаттоном, получив общее признание, а последней общепринятой классификацией живых организмов с таксоном Monera стала пятицарственная система классификации, введённая Робертом Уиттекером в 1969 году. По трёхдоменной системе, созданной в 1990 году и отражающей эволюционную историю жизни так, как её в настоящее время понимают, организмы, относившиеся к царству Monera, были разделены на два домена: археи и бактерии (третьим доменом являются эукариоты). С этого времени таксон Monera не употребляется. Термин «дробянки» является неофициальным названием членов этой группы и до сих пор иногда используется (как и термин «прокариота») для обозначения отдельного представителя или всего домена.
Несмотря на то, что большинство бактерий были отнесены к Monera, бактерии типа цианобактерии (синезелёные водоросли) не классифицировались как Monera, но были определены как растения из-за способности их представителей к фотосинтезу.